# Chesterfield Inlet
Chesterfield Inlet ou Igluligaarjuk (ᐃᒡᓗᓕᒑᕐᔪᒃ ; « l'endroit avec peu de maisons ») en inuktitut est un hameau situé dans la région de Kivalliq au Nunavut (Canada) sur la rive ouest de la baie d'Hudson à l'embouchure du passage Chesterfield. Igluligaarjuk est la plus vieille communauté du Nunavut.

## Historique
Le secteur est découvert en 1745 par le navigateur William Moor.
En 1954, des missionnaires des Oblats de Marie-Immaculée créent l'école et le pensionnat St. Mary's à Chesterfield Inlet, il est rebaptisé Turquetil Hall en 1961. La structure est fermée en 1969. En 1995, le gouvernement des Territoires du Nord-Ouest publie un rapport concluant que de nombreux élèves ont été agressés physiquement et sexuellement à l'école et au pensionnat.

## Transports
La communauté est desservie par l'aéroport de Chesterfield Inlet ainsi que par un transport maritime annuel.

## Démographie

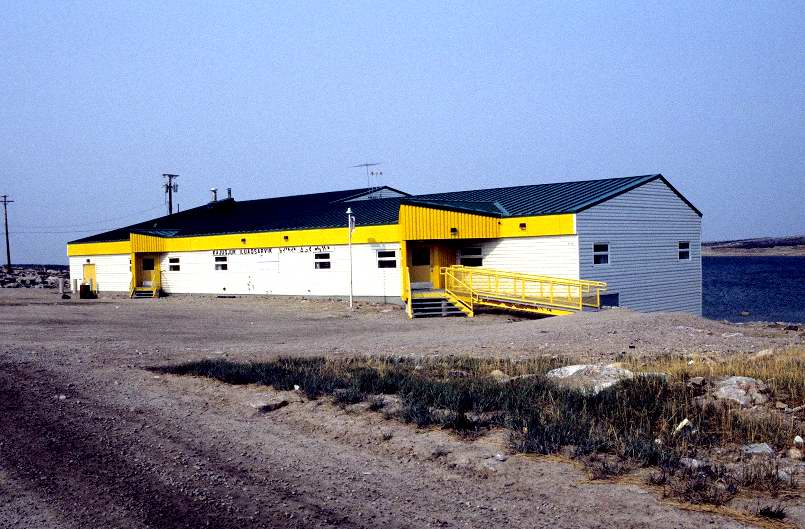
Centre de santé de Chesterfield Inlet

Selon le recensement de Statistiques Canada de 2006, la population de Chesterfield Inlet est de 332 habitants, ce qui correspond à une décroissance démographique de 3,8 % par rapport à la population de 2001. Les Inuits habitant Igluligaarjuk sont les Qaernermiuts.
| 2001 | 2006 | 2011 | 2016 |
| ---- | ---- | ---- | ---- |
| 345  | 332  | 313  | 437  |

## Climat
| Mois                                  | jan.     | fév.      | mars     | avril      | mai      | juin       | jui.      | août    | sep.    | oct.     | nov.       | déc.     | année          |
| ------------------------------------- | -------- | --------- | -------- | ---------- | -------- | ---------- | --------- | ------- | ------- | -------- | ---------- | -------- | -------------- |
| Température minimale moyenne (°C)     | −34,3    | −34,2     | −29,4    | −20,1      | −9       | 0,5        | 5,9       | 5,7     | 0,9     | −7       | −20,7      | −29,1    | −14,2          |
| Température moyenne (°C)              | −30,9    | −30,8     | −25,1    | −15,8      | −5,7     | 4,3        | 10,6      | 9,2     | 3,3     | −4,5     | −16,7      | −25,2    | −10,6          |
| Température maximale moyenne (°C)     | −27,3    | −26,9     | −20,6    | −11,1      | −2,3     | 7,9        | 15,2      | 12,7    | 5,7     | −1,8     | −12,7      | −21,1    | −6,9           |
| Record de froid (°C) date du record   | −46 1996 | −49 1990  | −45 1995 | −35,5 2003 | −29 1987 | −11,5 1992 | −1,5 2003 | −2 1985 | −9 1989 | −26 1991 | −37,5 1994 | −44 1996 | −49 15/2/1990  |
| Record de chaleur (°C) date du record | −3 2000  | −5,5 1998 | 2 1999   | 3,5 2006   | 14 1996  | 26 1991    | 30,5 1989 | 27 1991 | 22 1994 | 10 1988  | 2 2005     | −2 2002  | 30,5 18/7/1989 |
| Précipitations (mm)                   | 10,4     | 9,6       | 14,9     | 15,5       | 15,1     | 23,3       | 41,2      | 51,2    | 37,4    | 26,6     | 22         | 14       | 281,2          |
| dont neige (cm)                       | 11,2     | 10,2      | 15       | 17         | 9,4      | 3,7        | 0         | 0       | 3,5     | 15       | 23,1       | 15,4     | 123,6          |
| Nombre de jours avec précipitations   | 4,2      | 3,7       | 4,3      | 5          | 4,9      | 6          | 7,9       | 9,9     | 9,7     | 8,8      | 7,6        | 5,4      | 77,3           |
| Humidité relative (%)                 | 79       | 67,6      | 74,9     | 82         | 84,4     | 70,9       | 68        | 72,5    | 77,4    | 87,3     | 83         | 75,3     | 76,9           |
| Nombre de jours avec neige            | 4,2      | 3,7       | 4,4      | 4,9        | 3,3      | 0,7        | 0         | 0       | 1,5     | 5,7      | 7,7        | 5,4      | 41,4           |

| Diagramme climatique                                  |               |                |                |            |            |             |             |            |            |              |              |
| J                                                     | F             | M              | A              | M          | J          | J           | A           | S          | O          | N            | D            |
| −27,3−34,310,4                                        | −26,9−34,29,6 | −20,6−29,414,9 | −11,1−20,115,5 | −2,3−915,1 | 7,90,523,3 | 15,25,941,2 | 12,75,751,2 | 5,70,937,4 | −1,8−726,6 | −12,7−20,722 | −21,1−29,114 |
| Moyennes : • Temp. maxi et mini °C • Précipitation mm |               |                |                |            |            |             |             |            |            |              |              |

## Personnalités connues
- Le missionnaire des Oblats de Marie-Immaculée Johannes Rivoire s'y installe en 1960.
- Charlie Panigoniak
- Kiviaq

## Annexe